# Death Busters
A Death Busters (デスバスターズ, a magyar anime-fordításban "A Mélység Hódítói") a Sailor Moon harmadik évadának főgonosza, jobban mondva szövetsége. Céljuk Mistress 9-nek, a Csend Úrnőjének feltámasztása, amellyel a Földre hozhatják egy másik galaxisból Pharaoh 90-et (Pharaonix), aki egy testetlen entitás, s eljövetele a Föld lakóinak pusztulásával, halállal és szenvedéssel járna. Ez lenne a Csend Korszaka. Vezetőjük Tomoe professzor, egy őrült tudós, és az asszisztense, Kaolinite (Carolina). Segítségükre van továbbá a Witches 5 névre hallgató csapat. A szövetség módszere műfüggő: a mangában és a mangahű animeadaptációban céljuk emberi energia gyűjtése Pharaoh 90 Földre hozatala érdekében, melynek során az energiától teljesen megfosztott testbe egy tojást ültetnek, amely szép lassan elragadja a gazdája lelkét, s végül démonná változtatja. Az 1992-es animében a démontojások különféle tárgyakba épülnek be, és a belőlük kikelő démon a gazdatárgy tulajdonságaival bír - és itt eleinte az emberek tiszta szívét vizsgálva a három talizmánt keresik, majd mikor ezek előkerülnek a Szent Grállal együtt, már energiaszerzési célzattal gyűjtik a tiszta szíveket.

## Kulcsfigurák

### Tomoe professzor
Tomoe (a magyar változatban Williams) professzor a Death Busters vezetője, és Tomoe Hotaru édesapja. A mangában és a Sailor Moon Crystal sorozatban egy megszállott tudós volt, akit etikailag kifogásolható kísérletei miatt eltanácsoltak a kamarától. Néhány találmányából meggazdagodott, és felépíttette a Mugen Gakuen épületét (magyarul Szupertehetségek Iskolája) és saját laborját. Kutatásait folytatva egy napon villám csapott az épületbe, a tűzben pedig meghalt felesége, kislánya pedig súlyosan megsérült. Életét csak azon az áron menthette meg, hogy testét kibernetikus úton helyreállította, és üzletet kötött a földönkívüli Pharaoh 90-nel. Lányában elültetett egy Démonia-tojást, ahogy asszisztensében, Kaoriban is. Innentől kezdve az ő elméje is elborult.
Kísérletei során az ember és az idegenek keresztezése volt a fő területe. Önálló Démonia-tojások mellett hibrideket is előállított: ez lett a Witches 5. Sailor Moon végül megölte őt akkor, amikor belőle is egy idegen lény, a Germatoid vált. Germatoid voltaképpen nem más, mint a tudós életművének betetőzése: az ember és az idegen lények keresztezésével saját magából állította elő az emberfeletti lényt.
Az 1992-es anime során nem hal meg, sőt még az ötödik évadban is felbukkan. Némi különbség még a történetben, hogy a lányába a Csend Úrnője költözött, és nem építette át kibernetikusan. Az ő elméje pedig nem elborult, hanem Germatoid rabja lett, aki itt a testébe költözött lény lett, jelenlétét pedig a professzor szemüvegén látható furcsa pentagramma mutatja. Pharaoh 90 visszaverése után a professzor magához tér ugyan, de minden emlékét elveszíti.
Bár alapvetően egy gonosz karakter, többször mutatkozik példás és szerető apaként is, ami a lelkében fellelhető kettősséget is tükrözi.
A magyar változatban szinkronhangja F. Nagy Zoltán.

### Kaolinite
Kaolinite (カオリナイト, magyarul Carolina) Tomoe professzor asszisztense, legfőbb segítője. A mangában megértő Hotaruval szemben, az animében azonban durván bánik vele. Néhány speciális képességgel is rendelkezik: lebegés, teleportálás, alakváltás, sőt a hajával támadni is képes.
A mangában és a Sailor Moon Crystal sorozatban Kaolinite a Death Busters megjelenését követő villámcsapás során vesztette életét, de egy démontojás segítségével újra életre kelt. Ő a Witches 5 vezetője, parancsnoka, Mistress 9 eljövetelével pedig az úrnő parancsait követi. Sailor Moon azonban végez vele. Itt kétféle megjelenése is látható: civilben ő Kaolinite, a  professzor mindenese, egy kedves, jószándékú nő. Azonban mint gonosz papnő, a Kaori névre hallgat, az általa viselt ruha pedig fekete színű- Ebben az állapotában víztükre segítségével képes megjósolni bizonyos események bekövetkeztét.
Az 1992-es animében eleinte a tiszta szívek gyűjtése a feladata, amivel a professzor bízza meg őt. Három talizmánt kell felkutatnia, amelyekből összeállítható a Szent Grál, s így hatalmas erőre tehetnének szert. Vesztére egy alkalommal Sailor Moon-t szemeli ki célpontnak. Úgy véli, hogy rájött arra, kicsoda Uszagi valójában, ezért elveszi tőle a brossát. Sailor Uranus segítségével azonban visszaszerzik tőle, ő maga pedig a mélybe zuhan, s halottnak hiszik. Később azonban általános megdöbbenésre újra felbukkan. Tomoe professzor személyesen támasztotta őt fel, noha emlékei eltűntek. Ekkor a Kaori (Carole) névre hallgat. Később azonban újra visszakapja a hatalmát, s Csibiusza tiszta szívének megszerzésével beteljesíti a professzor kérését. Mistress 9 azonban nem tart rá igényt, s megöli őt.

### Mistress 9
Mistress 9 (ミストレス９), a Csend Úrnője, egy gonosz entitás a Tau Ceti csillagrendszerből. Feladata, hogy megnyissa az utat mestere, Pharaoh 90 előtt, hogy eljöjjön a Csend Korszaka. Tomoe Hotaru testében reinkarnálódik (a magyarban mint Alexandra főpapnő).
A mangában és a mangahű animeadaptációban a gonosszal kötött alku részeként Mistress 9 beköltözik Hotaru testébe. Ennek köszönhetően a lány gyakran rohamoktól szenved, rosszul van. Mistress 9 alakjában nem más ő, mint Hotaru felnőtt nő alakjában, de alig emlékeztet a kedves fiatal lányra. Miután minden szövetségesét legyőzték, a harcosoknak ront, majd megpróbál kitörni testéből. Ezt azonban Hotaru még élő lelke megakadályozza. Sajnos azonban megszökik, s egy óriási szörny alakját veszi fel. Megnyitja mestere előtt az utat, de Sailor Saturn és Pluto segítségével terveit idejében megakadályozzák.
Az 1992-es animében a professzor azután engedélyezi a lánya testének megszállását, hogy Hotaru meghal egy laborbalesetben. Mistress 9 gyakran képes Hotarut irányítani, még reinkarnálódás nélkül is, de előbb tiszta szíveket kell neki szerezni. Végül Csibiusza tiszta szíve lesz az, melytől újra életre kel. Sailor Uranus és Neptune megdöbbennek, ők ugyanis Sailor Saturn-ra számítottak. Ebben részben igazuk is van. Sailor Moon erejének hála a Mistress 9-ben rejtőző Hotaru legyőzi a gonoszt, majd hamarosan Sailor Saturn-ként végez vele.

### Master Pharaoh 90
Master Pharaoh 90 (師・ファラオ90, Pharaonix) egy gonosz entitás a Tau Ceti rendszerből, a Káosz egyik megjelenési formája. Az eredeti animeadaptációban egy óriási fekete, csápos gömbként láthatjuk az animében, melynek azonban komoly szerepe nincs. A mangában és a mangahű animeadaptációban megjelenése azonban félelmetes. Itt célja a Földre költözés, hogy új otthonként szolgáljon számára. Az animében azonban csak a pusztítás, a "Csend korszaka" a motivációja. Sailor Moon és Saturn azonban még azelőtt legyőzik őt, hogy bármit is tehetne.

### Witches 5
A Witches 5 a Death Busters alakulata, melynek öt nő a tagja. Feladatuk nem más, mint hogy az általuk kidolgozott módszerekkel gyűjtsenek minél több tiszta szívet (illetve a mangában gazdatesteket és emberi energiát) úrnőjüknek. Nevükből adódóan öten vannak: Eudial (Eugénia), Mimete (Babett), Tellu (Teodóra), Viluy, valamint a hasadt személyiségű Cyprine és Ptilol (Emily és Emilia).